# Philia Forum

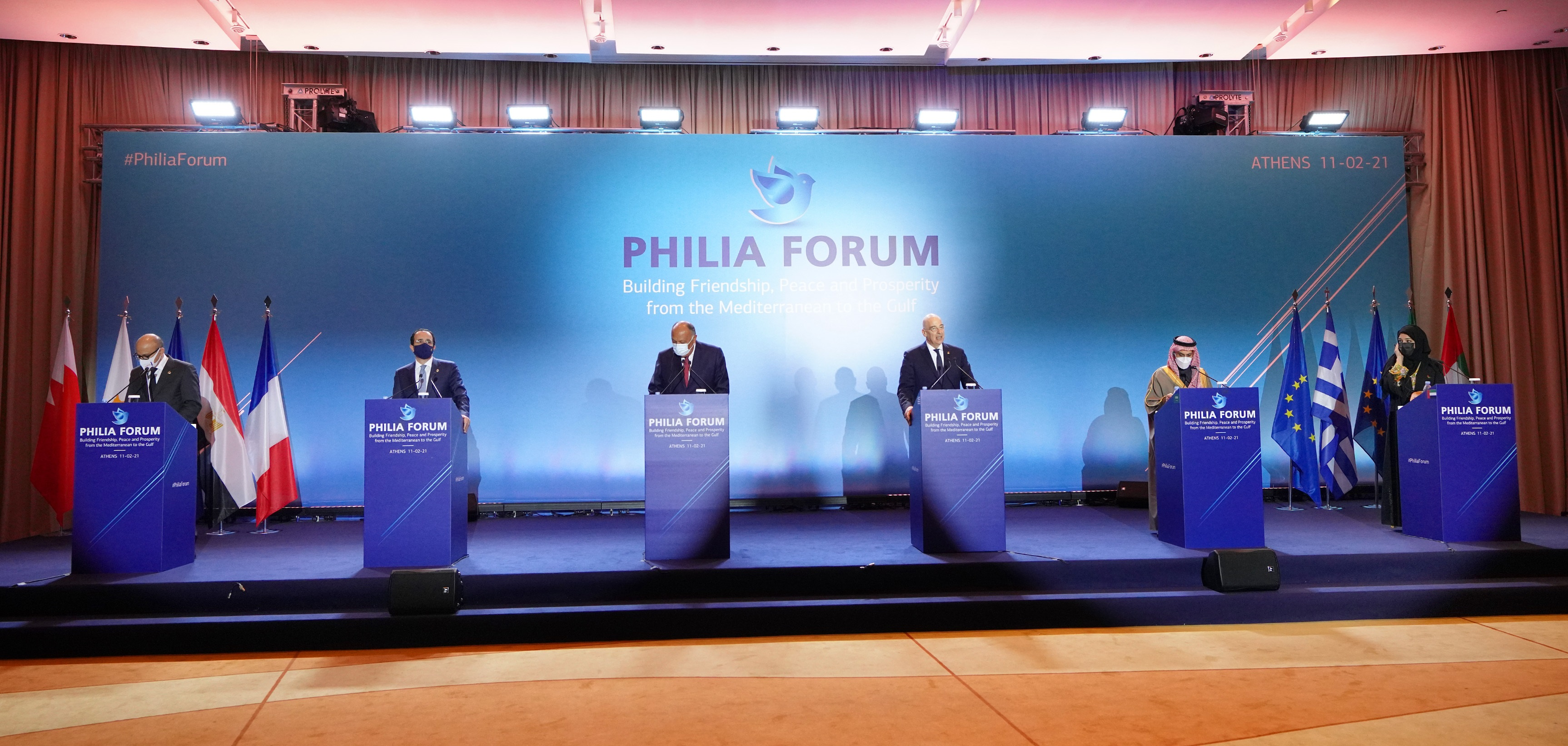
Gemeinsame Pressekonferenz zum Abschluss der Veranstaltung

Unter dem Titel Philia Forum (griechisch Φόρουμ «Φιλία», auf deutsch Freundschafts Forum) trafen sich am 11. Februar 2021 die Außenminister von drei europäischen und vier arabischen Staaten in Athen. Das Motto wurde als Unterzeile formuliert als „Aufbau von Freundschaft, Frieden und Wohlstand vom Mittelmeer bis zum Golf“. Selbst wenn es nicht offen ausgesprochen wurde, könnte die Veranstaltung als Affront gegen die Türkei verstanden werden. Griechenland betonte hingegen die positive Ausrichtung.

## Gastgeber

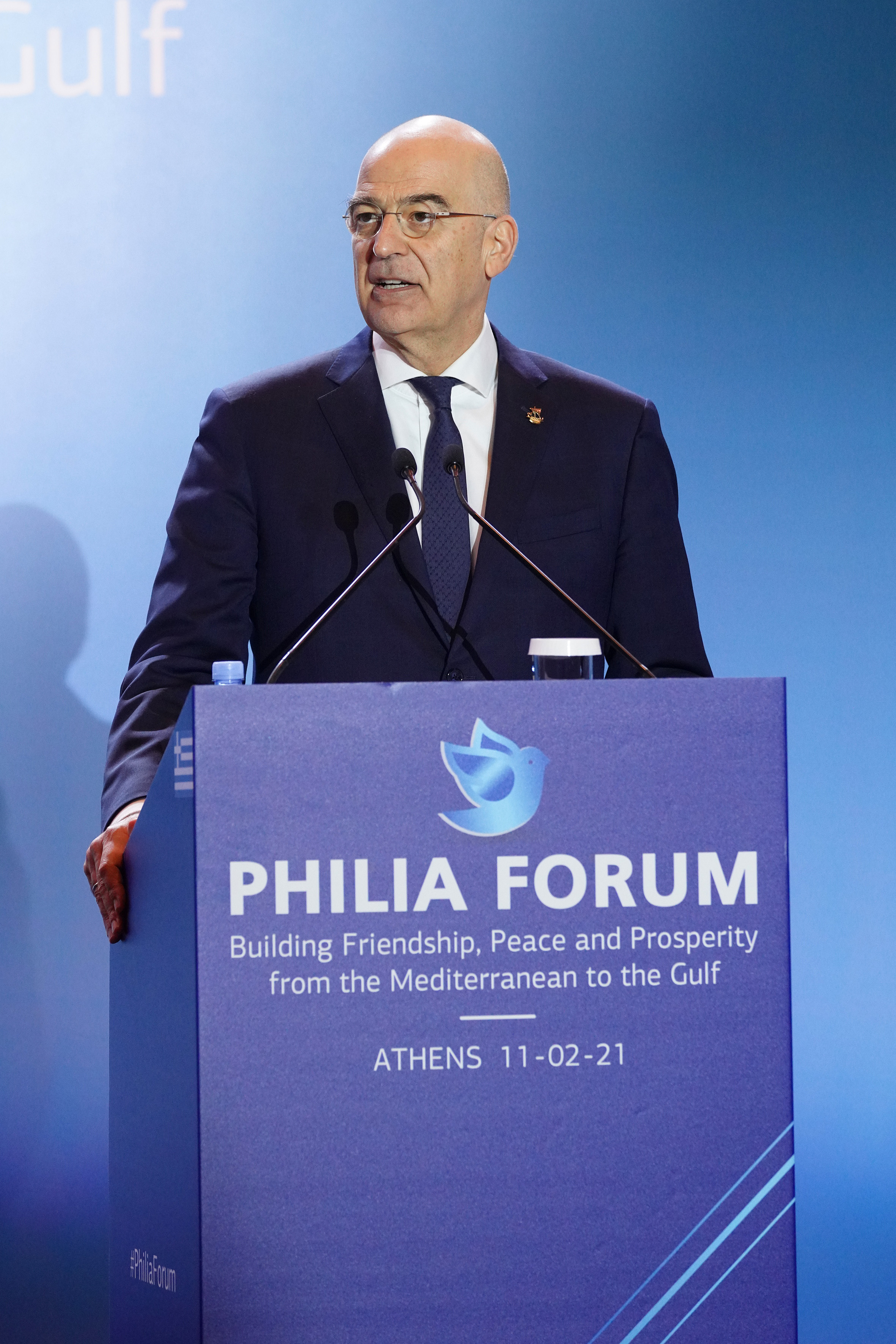
Griechenlands Außenminister Nikos Dendias

Griechenlands Nutzen aus dieser Initiative besteht darin, einen Rahmen für die völkerrechtliche Zusammenarbeit zu schaffen. Durch einen Einstieg mit untergeordneten politischen Themen sollen gemeinsame Grundlagen geschaffen werden und strategische Partnerschaften entstehen. So könnte dieses Forum langfristig zu einer Brücke zwischen der Europäischen Union und den Ländern im Nahen Osten werden.
Alexandros Papaioannou, Sprecher des griechischen Außenministeriums, betonte, dass sein Land überzeugtes Mitglied der EU und der NATO bleibt. Das verhindere jedoch nicht, dass Partnerschaften zu weiteren Nachbarn ausgebaut werden. Das waren in den letzten Jahren die Regionen des östlichen Mittelmeers, des Nahe Ostens und die Golf-Region. Die Außenminister der teilnehmenden Länder erstmals zusammenzubringen, sei dem monatelangen Engagement des griechischen Ministeriums für Auswärtige Angelegenheiten zu verdanken, insbesondere Minister Nikos Dendias.
Griechenland möchte nicht länger an die Interessen der USA und der Europäischen Kommission gebunden sein. Die Griechen möchten unabhängig eine multipolare Politik verfolgen. Das Philia Forum soll für das Gastgeberland der erste Schritt in eine Position sein, die in der internationalen Politik nicht ignoriert werden kann. Eine weitere Absicht des Veranstalters ist, das Image Griechenlands als nahezu bankrottes Land zu verändern.
Eröffnet wurde die Veranstaltung von Premierminister Kyriakos Mitsotakis. Die Eröffnung wurde vom staatlichen griechischen Fernsehen übertragen. Eröffnung und Presseerklärungen wurden auf Englisch, Französisch, Arabisch und weiteren Sprachen veröffentlicht.

## Hintergrund
Geographisch fällt Griechenland die Rolle als „Brücke“ zu, zwischen Europa, dem Balkan und dem Nahen Osten. Diese Position soll das Forum unterstreichen, um die Türkei diesbezüglich auszustechen. Im Hintergrund stehen unter anderem – unausgesprochen – Spannungen mit dem Nachbarland Türkei. Die Türkei verfolgt im östlichen Mittelmeerraum eine harte Politik, unter anderem gegen Griechenland und Zypern. 2020 spitzte sich eine militärische Krise zwischen Griechenland und der Türkei zu, in der Deutschland und die USA vermittelt haben.
Am 20. Januar 2021 beschloss das griechische Parlament die Ausweitung seines Territorialgewässers auf 12 Seemeilen, im Gebiet seiner Westküste und Italien. Sollten sie die Zwölf-Meilen-Zone auch im Osten ausrufen, droht die angrenzende Türkei mit Krieg. Der Schritt erfolgte wenige Tage vor Sondierungsgesprächen mit der Türkei, was als Brüskierung aufgefasst werden kann.
Die Türkei gerät zunehmend in Isolation von seinen Nachbarn und den Großmächten. Sie zieht sich eine Vielzahl von Gegnern zu, insbesondere aus der arabischen Welt. Insofern ist es naheliegend, dass Griechenland ein Forum etabliert, in das es Länder einbezieht, die Probleme mit der Türkei haben.
Griechenland war bereits in den letzten Jahren diplomatisch sehr aktiv im Nahen Osten. Durch den Einsatz von Minister Dendias hatte Griechenland in der Vergangenheit mit den Vereinigten Arabischen Emiraten ein gegenseitiges Verteidigungsabkommen abgeschlossen. Das war das erste für Griechenland außerhalb der NATO und Zypern. Zu Ägypten, Bahrain, Saudi-Arabien und Irak hatte er militärische, wirtschaftliche und diplomatische Beziehungen aufgebaut.

## Teilnehmer

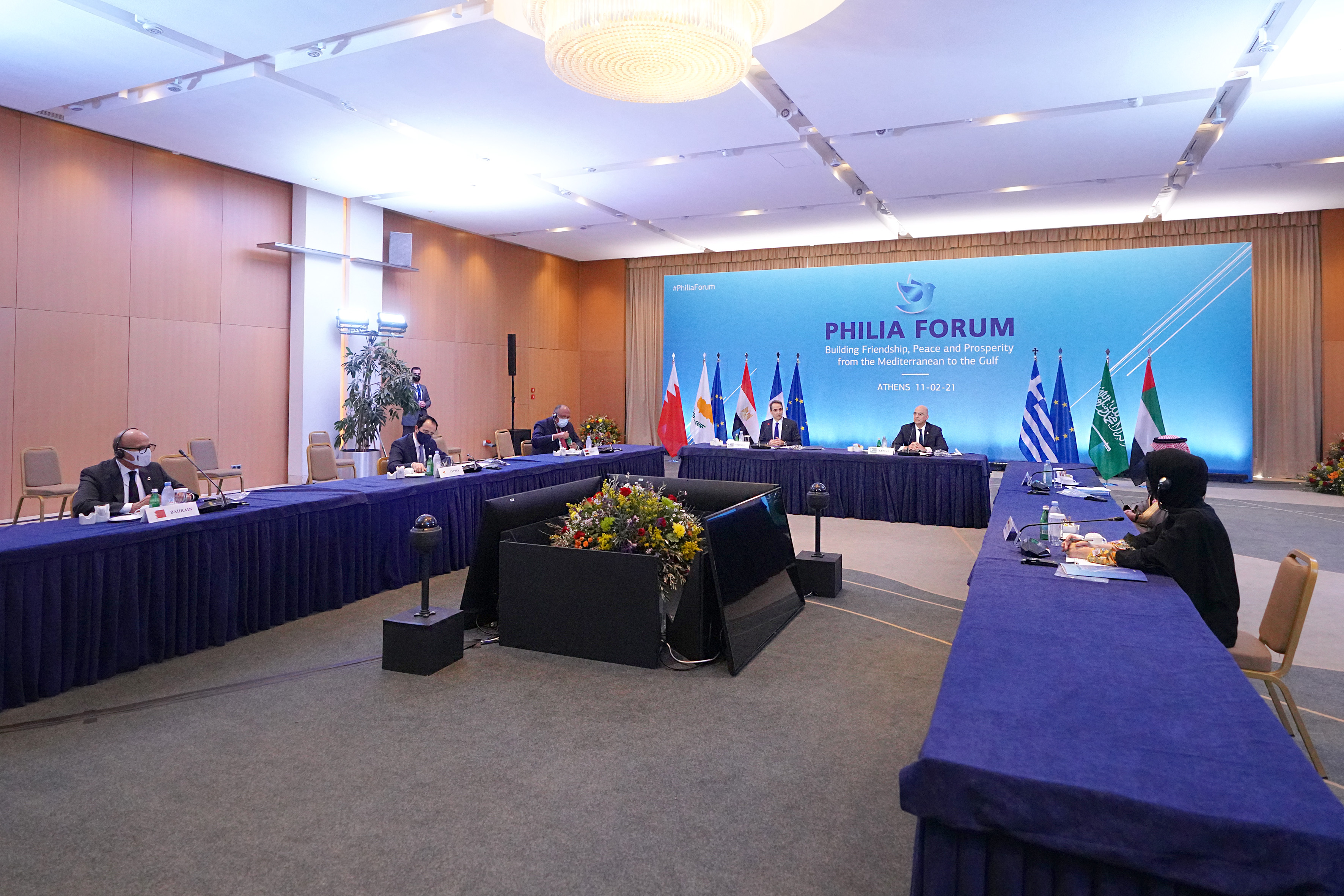
Konferenz der Teilnehmer

Drei europäische und vier arabische Staaten nahmen teil: Griechenland, Frankreich, Zypern und Ägypten, Bahrain, Saudi-Arabien, die Vereinigten Arabischen Emirate. Die Länder Irak and Jordanien seien auch eingeladen gewesen, so der Gastgeber. Der französische Außenminister Jean-Yves Le Drian nahm digital teil.
Im Rahmen des Forums traf sich Dendias mit all seinen Kollegen der teilnehmenden Länder. Bereits im Vorfeld fanden mit der Außenministerin der Vereinigten Arabischen Emirate, Reem Al Hashimi Dem, so wie mit dem ägyptischen Außenminister, Samih Schukri, Gespräche statt. Am Tag nach dem Forum traf sich Dendias mit dem irakischen Außenminister, Fuad Hussein. Premierminister Mitsotakis traf sich im Nachhinein mit dem Außenminister von Saudi-Arabien, Faisal bin Farhan Al Saud. Durch seine Anwesenheit konnten die bilateralen Beziehungen erneuert werden. Mögliche Kooperationen für Handel, Tourismus und religiösen Tourismus könnten entwickelt werden. Die Außenminister Griechenlands, Zyperns und Ägyptens nutzen das Zusammenkommen für eines ihrer regelmäßigen trilateralen Treffen.
Drei Faktoren waren bei der Auswahl der Teilnehmer wichtig: Zum einen waren sowohl Golf- als auch Mittelmeer-Länder anwesend. Zum anderen unterhalten alle Länder (bis auf Saudi-Arabien) diplomatische Beziehungen zu Israel. Und alle teilnehmende Nationen haben die Seerechtsübereinkommen der Vereinten Nationen unterschrieben, was Griechenlands Ausweitung des Territorialgewässers auf 12 Seemeilen unterstützt.
Frankreich ist für Griechenland zudem ein wichtiger Teilnehmer, weil die Griechen Rafale-Kampfflugzeuge von dort beziehen.

## Grundlage
Laut einstimmiger Erklärung gibt es ein gemeinsames Engagement aller Parteien auf der Basis des Völkerrechts, der Charta der Vereinten Nationen, der Resolutionen des Sicherheitsrates und des Seerechtsübereinkommens der Vereinten Nationen (UNCLOS).
Auch wenn es nicht direkt ausgesprochen wurde, ist das eine Botschaft an die Türkei, dass Lösungen, die damit nicht vereinbar sind, die Stabilität bedrohen. Diese Basis gewährleiste die Achtung von Souveränität, die Unabhängigkeit und territoriale Integrität der Staaten, ein friedliches Zusammenarbeiten, die Ablehnung von Gewalt, die Nichteinmischung in innere Angelegenheiten anderer Länder, sowie Schifffahrtsfreiheit.
Premierminister Mitsotakis betonte in seiner Eröffnungsrede, dass das Forum sich gegen niemanden wenden solle und vielmehr offen für weitere Länder sei, um Europa mit der arabischen Welt zu verbinden. Papaioannou äußerte gegenüber der Presse, es soll keine Allianz gegen eine gemeinsame Bedrohung entstehen, sondern eine Partnerschaft als Brücke zwischen Europa und dem Nahen Osten. Eine positive Ausrichtung ist gewünscht. Abschließend bezeichnete Mitsotakis das gestrige Treffen als „zusätzliche Grundlage für die Festigung von Frieden, Freundschaft und Wohlstand in der gesamten Region“.

## Inhalte

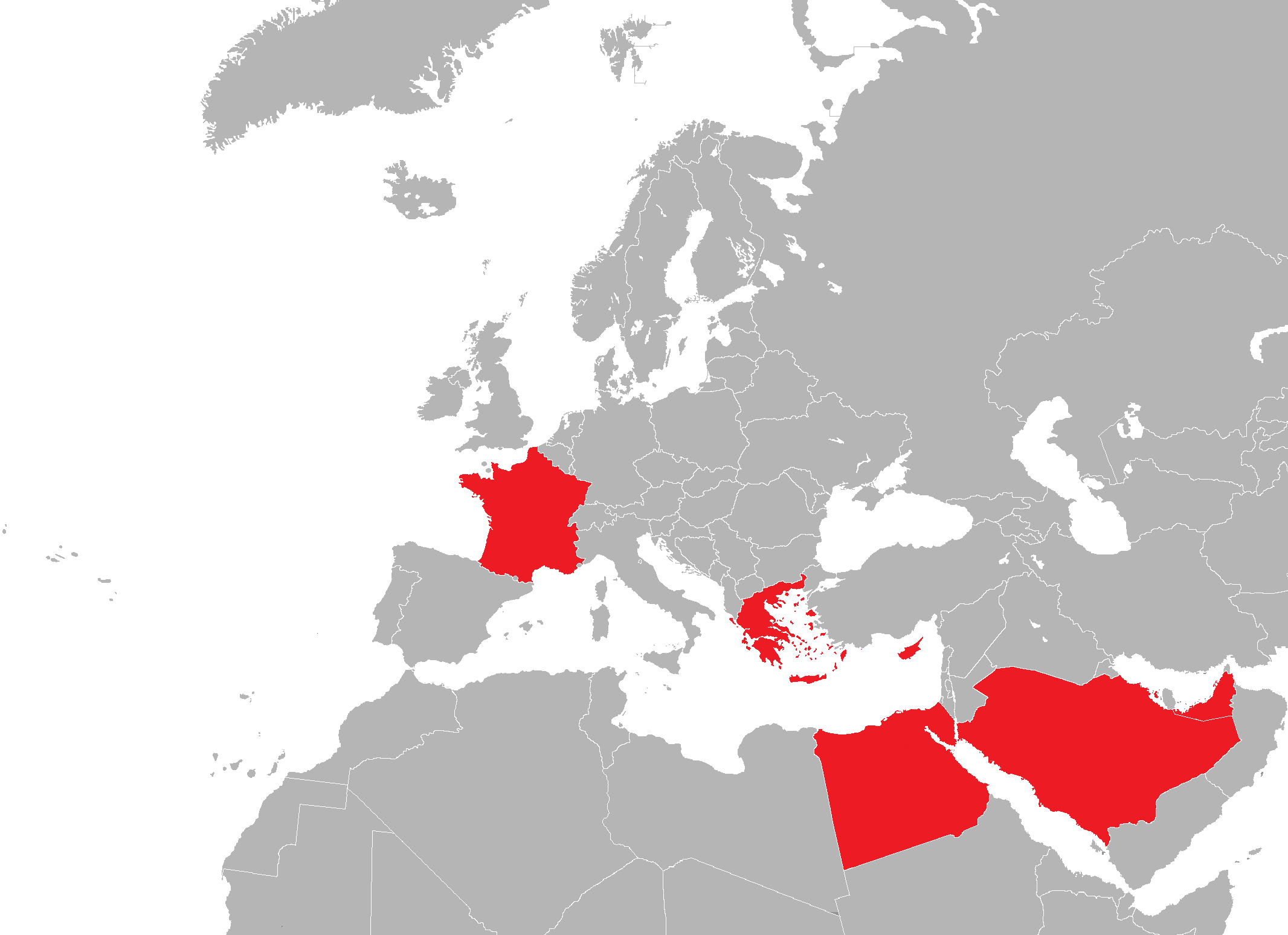
Geografische Lage der teilnehmenden Länder

Politische Fragen vom Nahen Osten über das Mittelmeer bis zum Golf wurden diskutiert. Es sollte die Zusammenarbeit gegen regionale Sicherheitsherausforderungen stärken. Zunächst wurde mit untergeordneten politischen Fragen begonnen. Eines davon war die Bekämpfung der COVID-19-Pandemie. Um diese zu bewältigen, ist Zusammenarbeit erforderlich. Die Werte der Vereinten Nationen – Sicherheit, Gerechtigkeit und Gleichheit – werden umso bedeutender. Weiterhin wurde die Zusammenarbeit zum Beispiel in den Bereichen Energie, digitale Wirtschaft, Katastrophenschutz, Wissenschaft und Landwirtschaft erörtert. Diplomatie und Wirtschaft basieren auf einem kulturellen Austausch über diverse Themen, beispielsweise vom Umweltschutz bis hin zum alltäglichen Leben der Bürger.
Auch Länderfragen wie der Nahe Osten, Syrien, Libyen, Jemen und das östliche Mittelmeer wurden diskutiert. Im Zypernkonflikt wird eine funktionale Lösung auf der Grundlage der Charta der Vereinten Nationen angestrebt. Im israelisch-palästinensischen Konflikt unterstützen die Teilnehmer die Zweistaatenlösung. In Bezug auf die Bürgerkriege in Libyen und Syrien sind die territoriale Integrität beider Länder zu gewährleisten und ausländische Streitkräfte abzuziehen.
Der Name der Türkei wurde während der Veranstaltung nie genannt. Dendias machte dennoch eine klare Anspielung auf die Türkei: „Leider wird der Frieden in unserer Region täglich von […] Kräften bedroht, die sich […] nicht auf Logik, sondern auf Irrationalität berufen.“ Er warf in dem Zusammenhang unter anderem vor, dass diese Kräfte illegal handeln, Gewalt anwenden, Gebiete besetzen, extremistische Gruppen und Terrorismus unterstützen. Ein konstruktiver Dialog mit der Türkei sei gewünscht, so der Sprecher Papaioannou.
Die sieben Länder gaben ein Kommuniqué über ihre gemeinsamen Ziele heraus, regionalen Frieden, Stabilität und Wohlstand zu gewährleisten.

## Reaktionen
Nach dem Philia Forum gab das türkische Außenministerium eine Erklärung ab. Die Äußerungen Dendias wären „anklagend und verleumderisch“ gewesen. Ein Forum dieser Art sei nicht möglich, ohne die Türkei einzubeziehen. Um Freundschaft gehe es nicht, vielmehr würde ein feindseliges Bündnis gegen die Türkei gebildet. Das Forum untergrabe die Bemühungen der EU für den Mittelmeerraum. Die Erklärung appelliert an die teilnehmenden Länder, sich nicht für fremde Belange einspannen zu lassen. In der griechischen Presse die Türkei aufgrund der Erklärung als „frustriert“ betitelt. Das deutsche Nachrichtenmagazin Welt Online schließt sich der türkischen Meinung insofern an, als dass eine Allianz gegen die Türkei formiert wird.